# Aliusta, Gökçebey
Aliusta là một xã thuộc huyện Gökçebey, tỉnh Zonguldak, Thổ Nhĩ Kỳ. Dân số thời điểm năm 2011 là 318 người.